# Raviolikod
Ravioliprogrammering, raviolikod, är ett typiskt designantimönster och motsvarigheten till spaghettiprogrammering i ett objektorienterat programspråk. Det är resultatet av en oövertänkt design där objekten inte har någon logisk uppdelning sinsemellan utan "flyter omkring" i funktionsrymden, det vill säga objektorienterad programmering utan analys och design av de ingående objekten.